# Subdominantparallele
Die Subdominantparallele in der Mozart-Kadenz
Die Subdominantparallele ist die Parallele der Subdominante und kann diese in der Kadenz ersetzen.
In Durtonarten ist die Subdominante auf der IV. Stufe ein Durakkord; ihre Parallele ist der Mollakkord auf der II. Stufe (in der Grundtonart C-Dur: d-Moll als Parallele zu F-Dur, Bezeichnung Sp).
In Molltonarten ist die Subdominante auf der IV. Stufe ein Mollakkord; ihre Parallele ist der Durakkord auf der VI. Stufe (in der Grundtonart c-Moll: As-Dur als Parallele zu f-Moll, Bezeichnung sP).
Die Verwendung der Subdominantparallelen in Durtonarten tritt häufig auf. Die Kadenz T-Sp-D-T wurde von Wolfgang Amadeus Mozart z. B. oft benutzt (siehe Mozart-Kadenz).
In Molltonarten wird die Subdominantparallele hingegen selten verwendet. Der Akkord auf der VI. Stufe ist in Molltonarten gleichzeitig der Tonika-Gegenklang und taucht eher in dieser Funktion im Trugschluss auf.